# Joannon de Saint-Laurent
 (août 2024).
Pour les articles homonymes, voir Joannon et Saint-Laurent.
Laurent Joannon dit Joannon de Saint-Laurent (1714-1783) est un physicien, naturaliste et collectionneur originaire de Lyon, installé en Italie en qualité d'agent de l'administration autrichienne.

## Biographie
Laurent Joannon naît à Lyon dans une famille de négociants lyonnais le 10 mai 1714. Il reste célibataire et meurt le 7 octobre 1783 en Italie à Mantoue.
Après ses études classiques passées à Lyon, il voyage à travers l'Europe et se fixe finalement en 1740 en Italie, gouvernée à ce moment-là par la Maison d'Autriche, où il peut occuper un poste dans l'administration en tant qu'étranger de distinction sous son nom anobli de Joannon de Saint-Laurent.
C'est à Florence qu'il acquiert une réputation de savant par ses connaissances en histoire naturelle, en physique et par ses recherches sur l'antiquité qui lui ouvre les portes de l'Académie Florentine, l'une des plus célèbres d'Europe.
Le gouvernement impérial d'Autriche le nomme ensuite comme agent à Ferrare avant de prendre une place de conseiller dans le sénat de Mantoue.

## Œuvres
À Florence, Joannon de Saint-Laurent fait la connaissance du chevalier de Baillon, gentilhomme français établi dans cette ville, qui y possède un cabinet de curiosités. Il publie à Lucques en 1746 ses remarques sur les objets étudiés dans un ouvrage intitulé Description abrégée du fameux cabinet de M. le chevalier de Baillou pour servir à l'histoire naturelle des pierres précieuses, métaux, minéraux et autres fossiles.
En 1748, il envoie à l'Académie étrusque de Cortone un mémoire ayant pour titre Delle pietre preziose degli antichi, et del modo quale le lawravano (Des pierres précieuses des anciens et de la manière dont elles étaient travaillées).
En 1757, après avoir admiré le camée sur lapis-lazuli de Louis Syriès, artiste français installé à Florence, il publie Description et explication d'un camée de lapis lazuli, fait en dernier lieu par M. Louis Syriès, artiste français, orfèvre du roi de France et employé dans la galerie de Florence.